# Sarrouilles
Sarrouilles (okzitanisch Sarrolhas) ist eine französische Gemeinde mit 541 Einwohnern (Stand 1. Januar 2022) im Département Hautes-Pyrénées in der Region Okzitanien (vor 2016 Midi-Pyrénées). Sie gehört zum Arrondissement Tarbes, zum Kanton Moyen-Adour. Die Bewohner nennen sich Sarrouillais.

## Geografie
Sarrouilles liegt etwa fünf Kilometer östlich des Stadtzentrums von Tarbes in der historischen Provinz Bigorre im Vorland der Pyrenäen. Umgeben wird Sarrouilles von den Nachbargemeinden Aureilhan im Norden und Nordwesten, Boulin im Nordosten, Souyeaux im Osten und Nordosten, Laslades im Osten, Barbazan-Debat im Süden sowie Séméac im Westen.

## Bevölkerungsentwicklung
| Jahr                       | 1962 | 1968 | 1975 | 1982 | 1990 | 1999 | 2006 | 2011 | 2020 |
| Einwohner                  | 374  | 360  | 415  | 468  | 526  | 548  | 568  | 550  | 525  |
| Quellen: Cassini und INSEE |      |      |      |      |      |      |      |      |      |

## Sehenswürdigkeiten

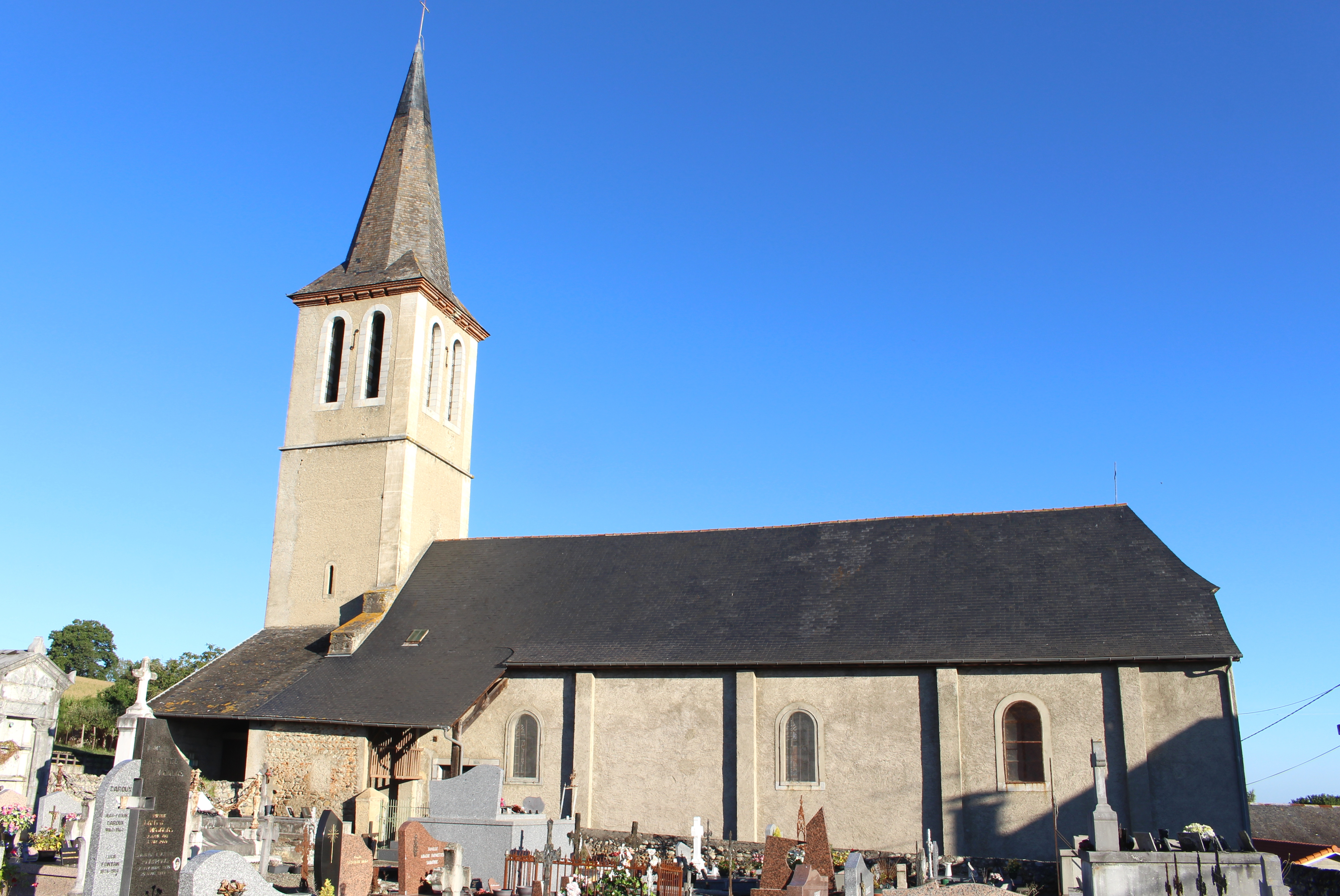
Kirche Notre-Dame-de-l’Assomption

- Kirche Notre-Dame-de-l’Assomption
- Waschhaus (Lavoir)